# Ernst Schneckenberg
Ernst Gustav Schneckenberg (* 14. Dezember 1876 in Nipperwiese, Pommern; † 27. April 1945 in Berlin) war ein deutscher Architekt, der auch als Direktor der Kunstgewerbe- und Handwerkerschule Berlin Bedeutung erlangte.

## Leben
Ernst Schneckenberg wurde am 14. Dezember 1876 im pommerschen Nipperwiese als Sohn des Tischlermeisters Wilhelm Schneckenberg und dessen Ehefrau Wilhelmine Schneckenberg geb. Schmidt geboren.
Von 1882 bis 1890 besuchte Schneckenberg die Volksschule in Nipperwiese, anschließend erhielt er in Nipperwiese bis 1894 und in Danzig (Gdańsk) bis 1895 Privatunterricht in Deutsch und „Realien“. In Danzig besuchte er außerdem als Abendschüler sechs Stunden wöchentlich die Städtische Gewerbeschule.
Zum Winterhalbjahr 1895/1896 wechselte er nach Berlin und besuchte dort bis 1898 die 1. Handwerkerschule. Im letzten Ausbildungsjahr 1897/1898 nahm er auch Privatunterricht in Französisch.
Zunächst war Ernst Schneckenberg als Zeichner in Möbelfabriken in Süddeutschland und in Berlin tätig. Im Herbst 1901 begann er ein Studium an der Unterrichtsanstalt des Kunstgewerbemuseums Berlin. Er studierte in der Architekturklasse Ia bei Otto Rieth (Architekturzeichnen und Formgestaltung) und in der Architekturklasse Ib bei Alfred Grenander (Architektur und Raumgestaltung). Während dieses Studiums, das bis Juni 1904 andauerte, nahm er auch regelmäßig sechs Stunden wöchentlich als Hospitant am Unterricht bei Ernst Henseler und Carl Zaar teil, die ebenfalls an der Unterrichtsanstalt lehrten.
Im Oktober 1904 erhielt Ernst Schneckenberg sein Abgangszeugnis. Danach war er als Architekt bei Albert Gessner und Max Jacob und auch bei Alfred Grenander tätig.
Als Schüler von Alfred Grenander gehörte Ernst Schneckenberg gemeinsam mit H. Fehse, Marie Philipp und H. Brandt zu den Gestaltern des sogenannten „Schülerzimmers“ im Rahmen der Ausstellung moderner Zimmereinrichtungen. Diese Ausstellung fand 1905 in den Geschäftsräumen des Möbelherstellers Arthur S. Ball statt. Enst Schneckenberg gestaltete hierfür einen Schreibtisch und einen Sessel für ein Herrenzimmer, die in der Fachzeitschrift Kunstgewerbeblatt 1905/1905 abgebildet und als „besonders gelungen“ bezeichnet wurden.
Nachdem Ernst Schneckenberg bereits 1906 und 1907 an der Kunstgewerbe- und Handwerkerschule Charlottenburg für längere Zeit den Architekten William Müller in dessen Unterricht in der Tagesklasse für Innenarchitektur vertreten hatte, übernahm er diese Klasse ab Oktober 1907 als Lehrer und unterrichtete acht Stunden wöchentlich im Fach Entwerfen von Möbeln und inneren Ausbau. In den Wintersemestern 1908/1909 und 1909/1910 lehrte er außerdem zwei Stunden wöchentlich das Fach Stilkunde in der Tagesklasse für Innenarchitektur. Am 1. April 1910 erfolgte seine Berufung als Leiter die Fachklasse Innenarchitektur an der Kunstgewerbe- und Handwerkerschule Charlottenburg.
Ernst Schneckenberg heiratete am 11. Mai 1907 Else geb. Zabel. Am 24. April 1908 wurde der Sohn Hans-Joachim geboren, am 1. April 1911 die Tochter Charlotte.
Auf Antrag des Direktors der Kunstgewerbe- und Handwerkerschule Charlottenburg, Wilhelm Thiele, war Ernst Schneckenberg ab 1912 stellvertretender Direktor. Spätestens ab 1913 gehörte Schneckenberg unter der Mitgliedsnummer 583 der Ortsgruppe Groß-Berlin des Bundes Deutscher Architekten (BDA) an.. Außerdem war er Mitglied im Deutschen Werkbund (DWB).
Von Dezember 1915 bis Dezember 1918 leistete Ernst Schneckenberg Militärdienst.
Nach dem Wechsel von Wilhelm Thiele an die Kunstakademie Königsberg wurde der Oberlehrer Ernst Schneckenberg ab 15. August 1921 Direktor der Kunstgewerbe- und Handwerkerschule Charlottenburg.
Mit Wirkung vom 1. Oktober 1921 wurde Ernst Schneckenberg, inzwischen mit Professor-Titel, vom Magistrat der Reichshauptstadt als Direktor der Kunstgewerbe- und Handwerkerschule Charlottenburg auf Lebenszeit angestellt.
1925 besuchte er die Internationale Ausstellung für moderne dekorative Kunst und Kunstgewerbe in Paris. In den Folgejahren führte er im Auftrag des preußischen Ministeriums für Handel und Gewerbe verschiedene Studienreisen zu Kunstgewerbe- und Handwerkerschulen in Deutschland und in der Tschechoslowakei durch und wurde auch als Gutachter tätig.
Obwohl Ernst Schneckenberg 1921 als Direktor auf Lebenszeit anstellt worden war, wurde am 19. Oktober 1938 von der Abteilung Berufs- und Fachschulwesen der Reichshauptstadt Berlin beschlossen, ihn dieses Amt in der inzwischen in Meisterschule des deutschen Handwerks umbenannten Schule nur bis zum 31. März 1939 ausüben zu lassen. Im März 1939 wurde Ernst Schneckenberg das Treudienst-Ehrenzeichen 2. Klasse verliehen und sein Anstellungsvertrag aus dringenden dienstlichen Gründen bis zum 31. Dezember 1941 verlängert.
Ernst Schneckenberg blieb bis mindestens Oktober 1944 Direktor dieser Schule, die 1943 die Bezeichnung Meisterschule für das gestaltende Handwerk erhielt.
Schneckenberg starb am 27. April 1945 in einem Berliner Krankenhaus.

## Werke

### Möbel
- 1911 wurden in einem Fachaufsatz Möbel nach Entwürfen von Ernst Schneckenberg vorgestellt, darunter ein Speisezimmer mit Kaminecke aus Birkenholz mit Palisanderleisten, ein Herrenzimmer in Wassereiche und ein Direktorenzimmer in poliertem Palisanderholz sowie Kassenraum und Sitzungszimmer für eine Bank in Bremerhaven.[15]

### Gebrauchsgegenstände
- 1925 entwarf Ernst Schneckenberg für die Bronzegießerei S. A. Loevy einen Türdrücker, der auch in die Referenzlisten und Kataloge dieses Unternehmens aufgenommen wurde.[16]
- 1938 wurde der Volksempfänger VE 301 technisch verbessert und erhielt ein Gehäuse mit rechteckigem Lautsprecherausschnitt nach einem Entwurf von Ernst Schneckenberg.[17]

### Bauten
Ernst Schneckenbergs entwarf bei Villen und Wohnbauten nicht nur die Architektur, sondern gestaltete oftmals auch die Innenausstattung. Die dadurch entstandene stilistische Einheit von Architektur und Innenarchitektur wurde in den damaligen Fachzeitschriften immer wieder besonders erwähnt und gewürdigt.
- 1908–1910: Erdmannshof in Berlin-Kreuzberg, Paul-Lincke-Ufer 39–40 (gemeinsam mit dem Ingenieur Karl Bernhard; unter Denkmalschutz)
Für den Erdmannshof, bestehend aus Mietshaus und Gewerbehof, benannt nach dem Bauherrn Otto Erdmann, übernahm Ernst Schneckenberg die künstlerische Gestaltung der Fassaden. Außerdem gestaltete er das Treppenhaus, das in verschiedenen Hölzern ausgeführt wurde und damals als vorbildlich und beispielgebend galt.[18]
- 1910: Landhaus Erdmann in Kummersdorf (Mark)[18]
- 1914: Haus Nähler in Berlin-Frohnau, Markgrafenstraße 18 (unter Denkmalschutz)
Das Gebäude wurde für den Patentanwalt Hermann Nähler[19] errichtet. Die benachbarte Villa wurde ebenfalls nach einem Entwurf von Ernst Schneckenberg für den Patentanwalt Franz Seemann[20] erbaut. Die beiden Villen wiesen eine grundsätzlich ähnliche Raumaufteilung auf. Fritz Hellwag urteilte: „… sie sind aber typische Beispiele dafür, wie aus einer geringfügigen Variation des Grundrisses die Phantasie des Baukünstlers im Äußeren etwas völlig Verschiedenes entstehen lassen kann.“[21]
- vor 1923: Klinik und Wohnhaus Dr. Albrecht in Bernburg (Saale), Hellriegelstraße 10–12[21]
Dr. Max Albrecht betrieb als Spezialarzt für Chirurgie und Orthopädie diese Klinik in Bernburg.[22] Die Gebäude wurden inzwischen verändert und sind Bestandteil des Pflege- und Betreuungszentrums Krumbholzblick.[23]

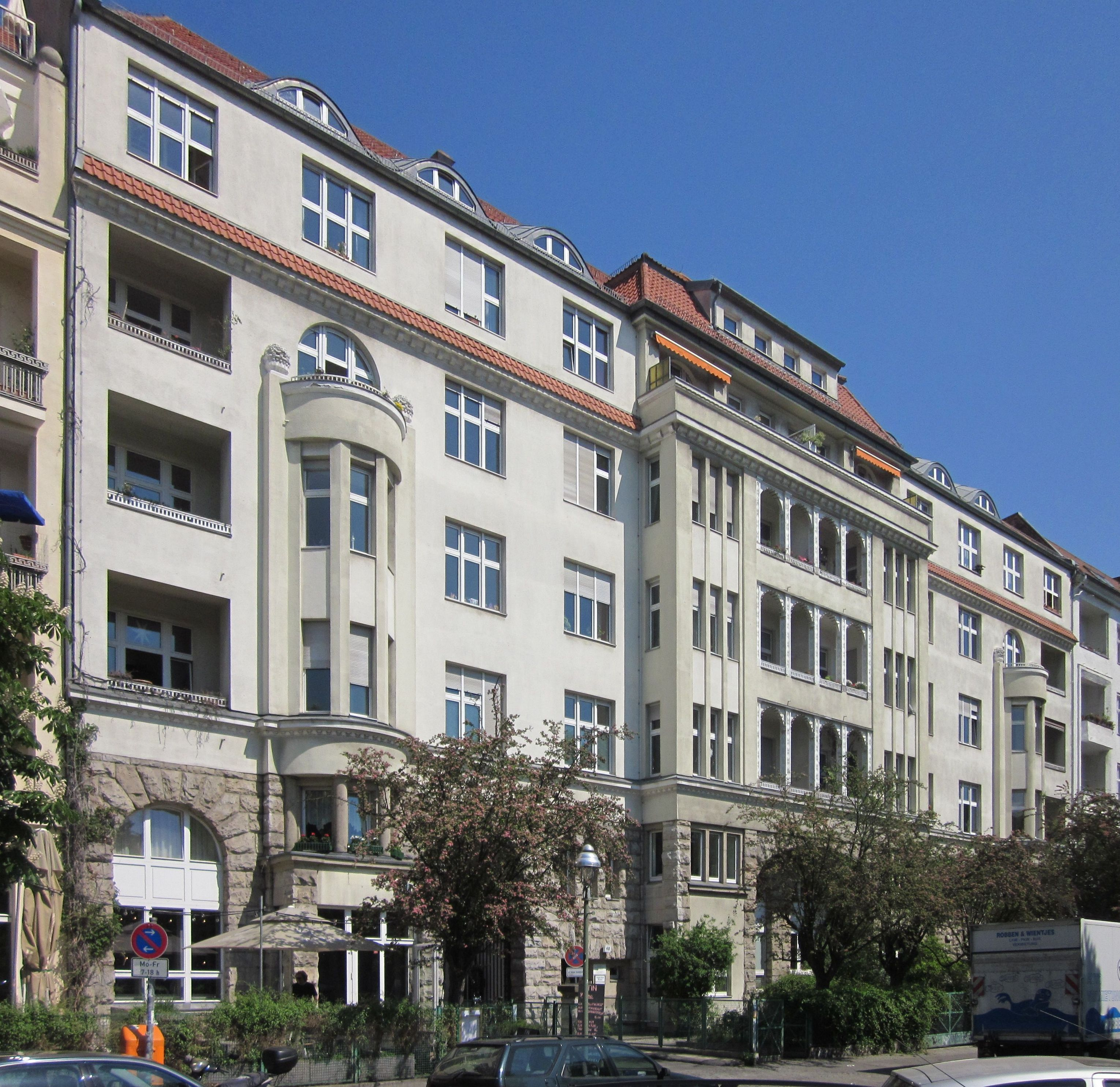
Erdmannshof in Berlin-Kreuzberg
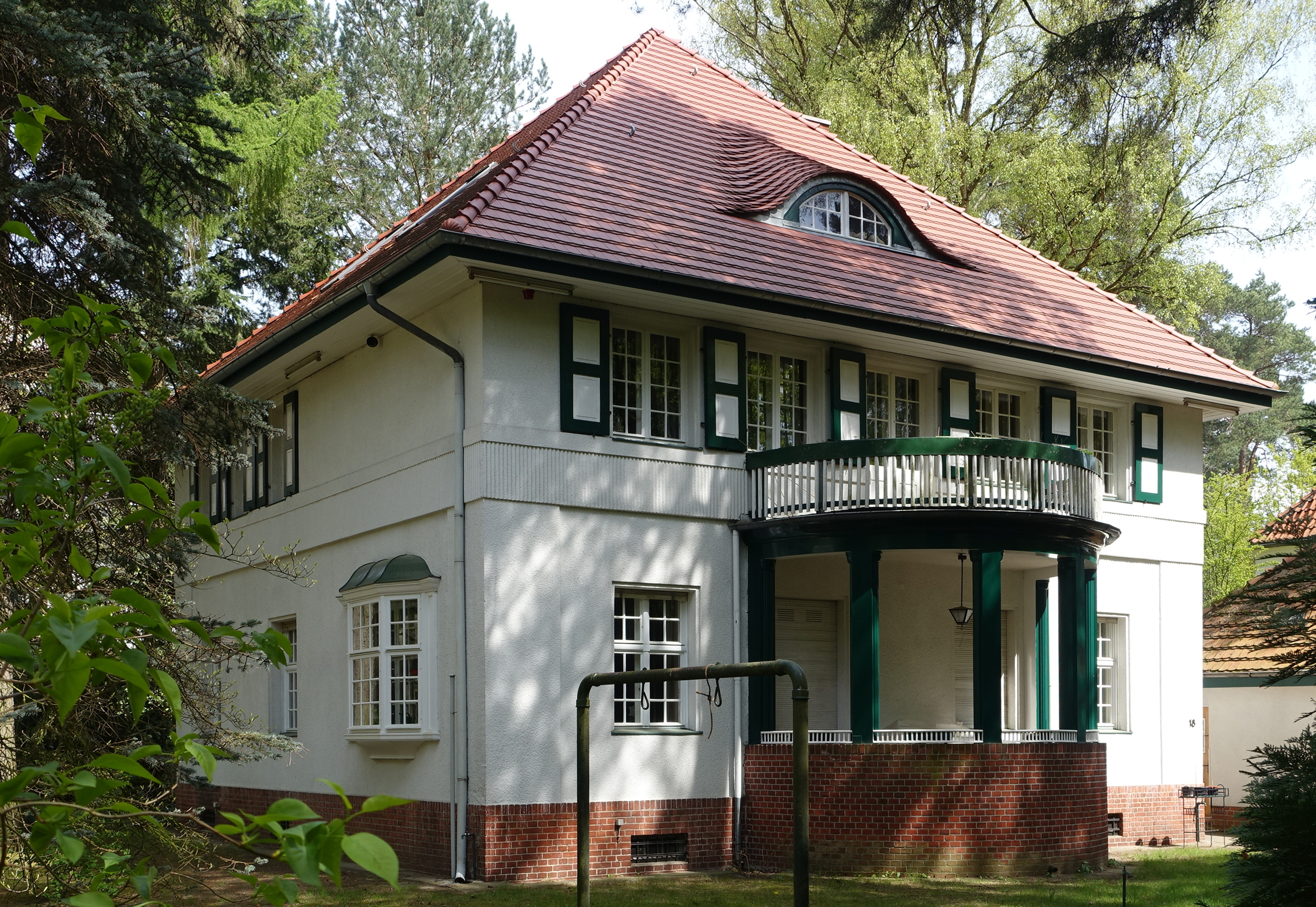
Haus Nähler in Berlin-Frohnau
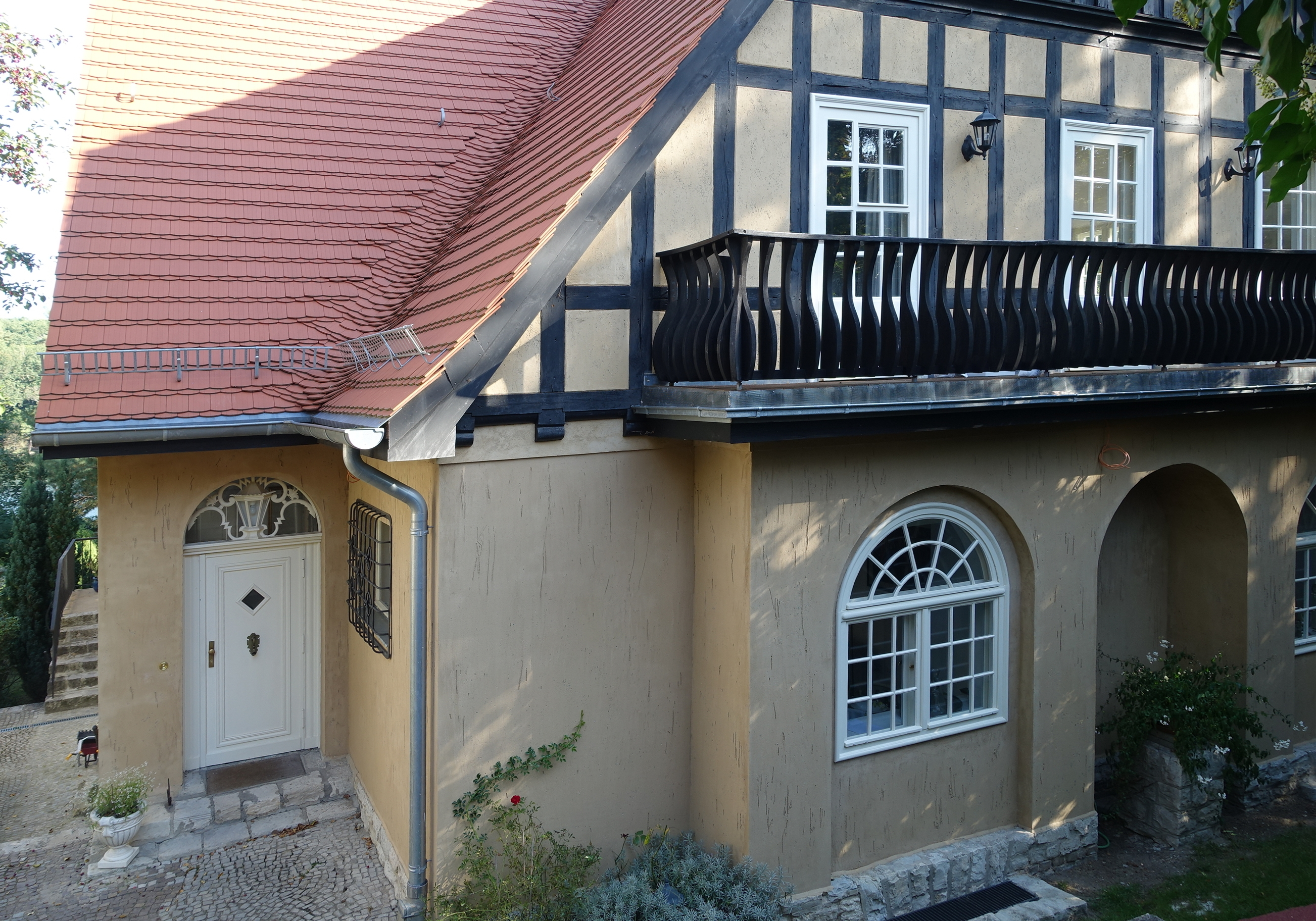
Wohnhaus Niemann in Berlin-Schlachtensee

- 1922–1923: Einfamilienhaus für den Kaufmann Viktor Fritz Meyer in Berlin-Westend, Jasminweg 7 (unter Denkmalschutz)
- 1922–1924: Haus Schöneberg in Berlin-Kladow, Sakrower Kirchweg 70A (unter Denkmalschutz)
Das Einfamilienhaus wurde als Wochenendhaus für den Kaufmann Ludwig Schöneberg errichtet, es liegt am steil ansteigenden Südufer des Wannsees. Der Grundriss des Gebäudes umfasst deshalb eine Grundfläche von nur 7 m × 9 m.[24] Zum Gebäudeensemble gehören außerdem ein Gärtnerhaus, zwei Schuppen, ein Brunnenhäuschen sowie zwei Zugangstore in der Einfriedung.
- 1923: Dietershof in Alt Ruppin (Mark)[25]
Die landwirtschaftliche Hofanlage auf einer Fläche von 120 m × 100 m mit Getreidespeicher, Scheunen, Ställen und Verwaltergebäude galt als nach modernen Grundsätzen eingerichteter Betrieb. Den Haupteingang zum Vierseithof bildete eine Durchfahrt unter einem mehrgeschossigen Getreidespeicher. Die beiden seitlichen Stallgebäude wurden durch Ernteeinfahrtstore von den Scheunen getrennt, um bei Feuer die Stallungen besser schützen zu können. Gegenüber dem Getreidespeicher befand sich das Verwaltergebäude, das unter Verwendung von Fachwerk erbaut wurde.[24] Ein Teil der Gebäude wurde inzwischen abgetragen.
- 1923–1924: Wohnhaus für den Bronzewarenfabrikant Carl Niemann in Berlin-Schlachtensee, Terrassenstraße 20 (unter Denkmalschutz)

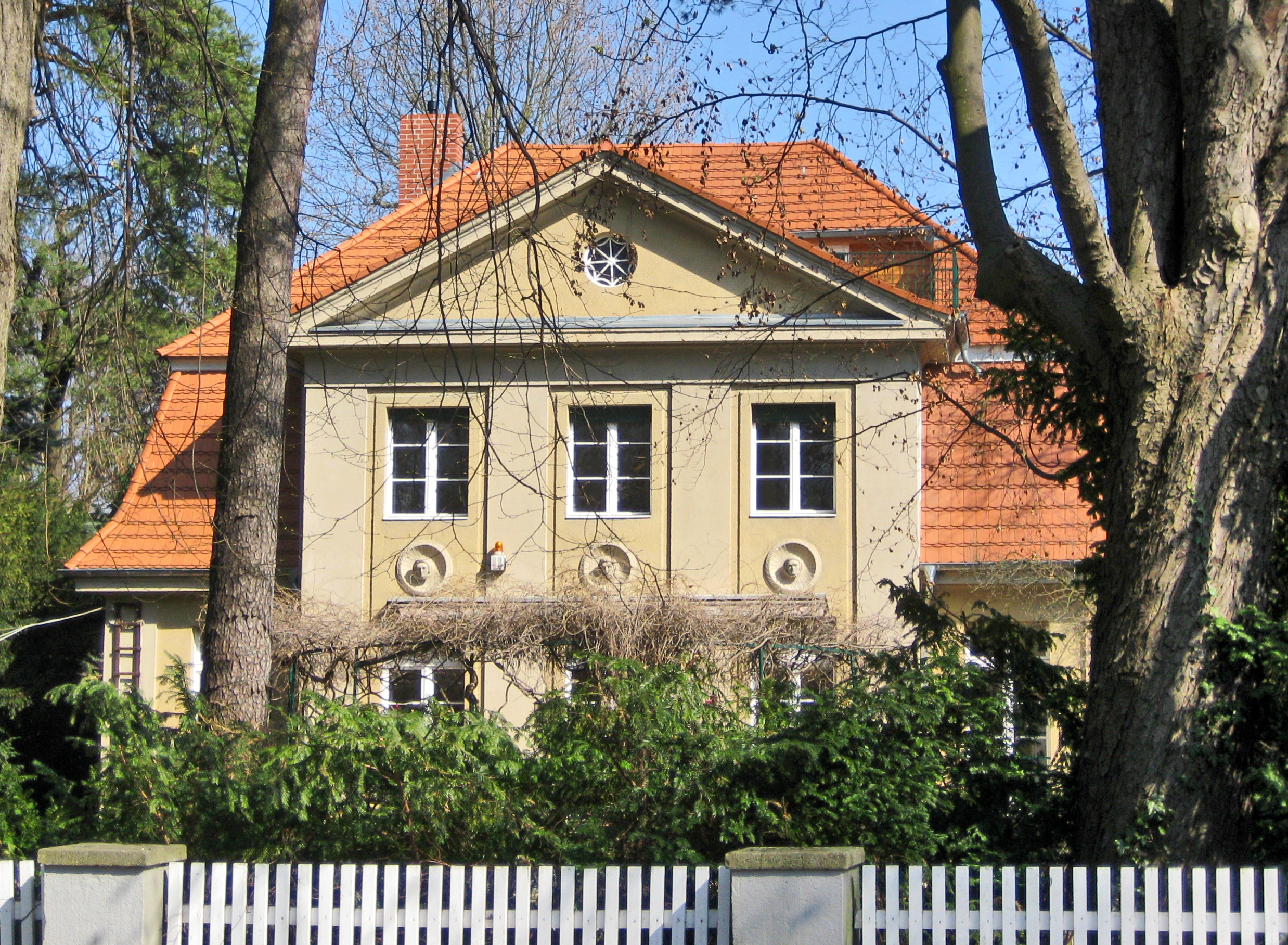
Wohnhaus Meyer in Berlin-Westend
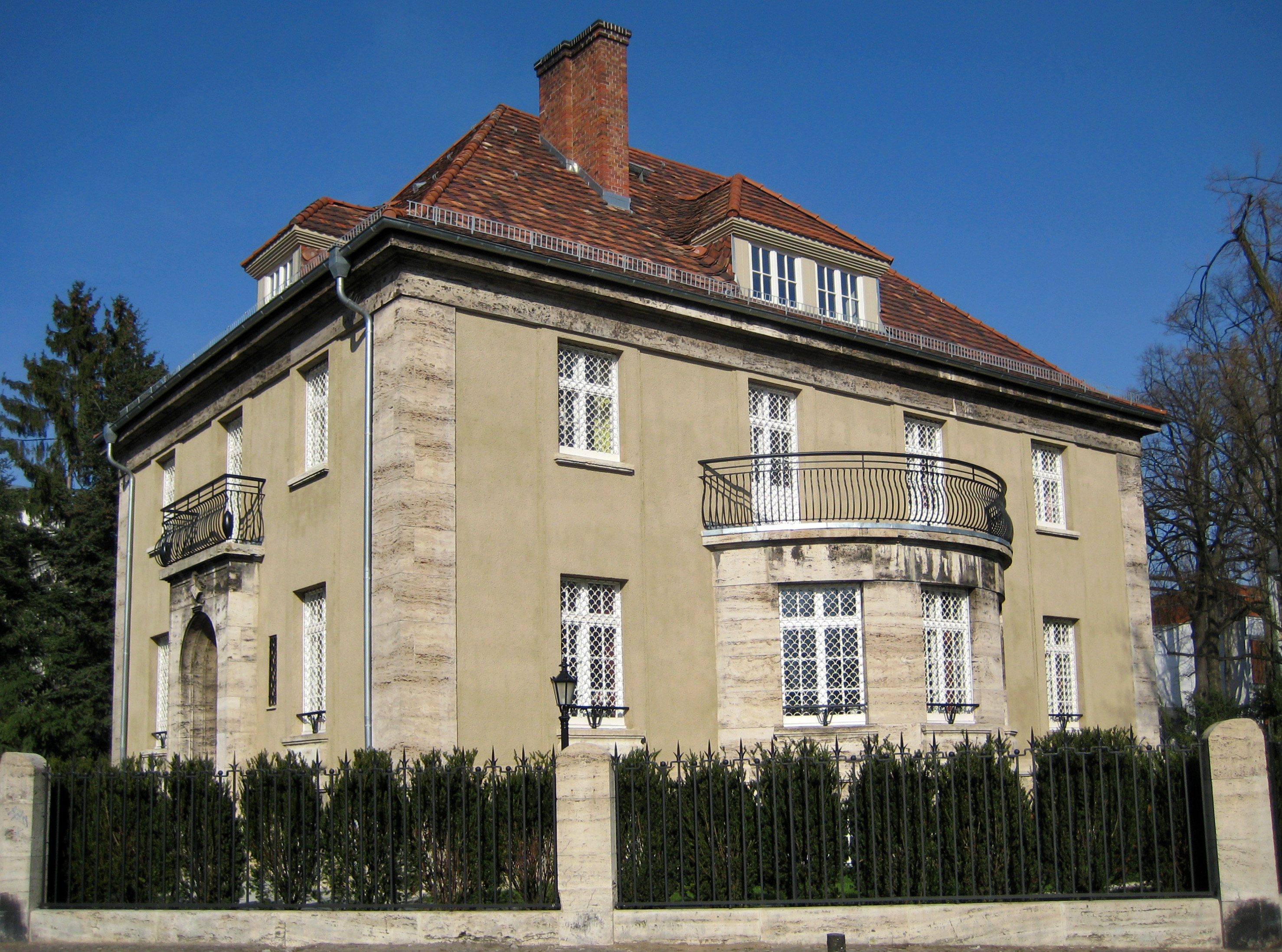
Wohnhaus Hahnen in Berlin-Westend
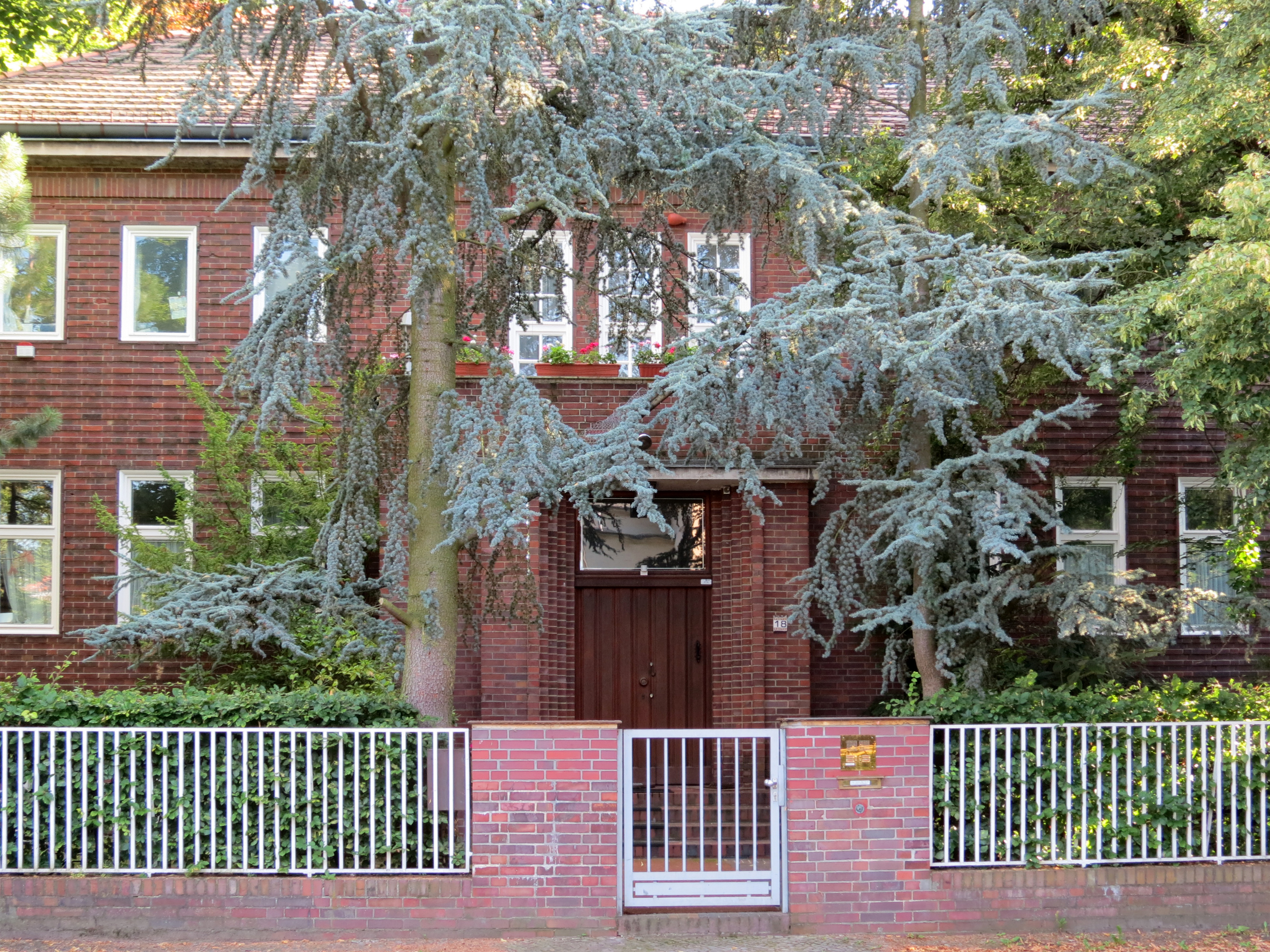
Wohnhaus Schöneberg in Berlin-Westend

- 1925–1926: Wohnhaus für den Konditor Hubert Hahnen in Berlin-Westend, Kirschenallee 26 / Platanenallee 35 (unter Denkmalschutz)
- 1928–1930: Wohnanlage und Geschäftshaus für die Karstadt AG in Berlin-Prenzlauer Berg, Greifswalder Straße 81–84 (unter Denkmalschutz)[26][27][28]
- 1929–1930: Wohnhaus für den Kaufmann Ludwig Schöneberg in Berlin-Westend, Ulmenstraße 18 (unter Denkmalschutz)
Die Villa war zu ihrer Entstehungszeit ein mustergültiges Beispiel für eine einheitliche Gestaltung. Der geschlossene Eindruck der Fassaden setzte sich in den Details, Farben und Wandgestaltungen im Inneren der Villa fort.[29]
- 1938: Garten Heiß in Berlin-Zehlendorf, Rhumeweg (früher Kossinastraße 30a)
Beim Architekturmuseum der Technischen Universität Berlin existieren mehrere Handzeichnungen und Lichtpausen mit Entwürfen zum Haus und zum Garten, die Ernst Schneckenberg gemeinsam mit der Gartenarchitektin Herta Hammerbacher anfertigte.[30] Auftraggeber war der Verleger Friedrich Heiss.[31]